# جوردون تشن
جوردون تشن (بالصينية: 陳嘉上) (و. 1960 – م) هو مخرج سينمائي، وممثل، وكاتب سيناريو، من جمهورية الصين الشعبية، ولد في هونغ كونغ.

## جوائز
حصل على جوائز منها:
- Hong Kong Film Award for Best Screenplay [الإنجليزية]‏ (1999)
- Hong Kong Film Award for Best Director [الإنجليزية]‏ (1999)
- Medal of Honour (Hong Kong) [الإنجليزية]‏.

## وصلات خارجية
- جوردون تشن على موقع IMDb (الإنجليزية)
- جوردون تشن على موقع ألو سيني (الفرنسية)
- جوردون تشن على موقع أول موفي (الإنجليزية)
- جوردون تشن على موقع قاعدة بيانات الأفلام السويدية (السويدية)
- جوردون تشن على موقع قاعدة بيانات الفيلم (الإنجليزية)
- جوردون تشن على موقع كينوبويسك (الروسية)